# Buras (Luisiana)
Buras es un pueblo ubicado en el oeste del delta del río Misisipi, en la parroquia de Plaquemines, Luisiana, Estados Unidos. Además es un lugar designado por el censo  por lo que se considera a Buras y a Triumph como una sola unidad y se contabiliza también a la población de Triumph —poco más de mil habitantes— como parte de Buras. En el Censo de 2010 tenía una población de 945 habitantes y una densidad poblacional de 108,98 personas por km².

## Historia

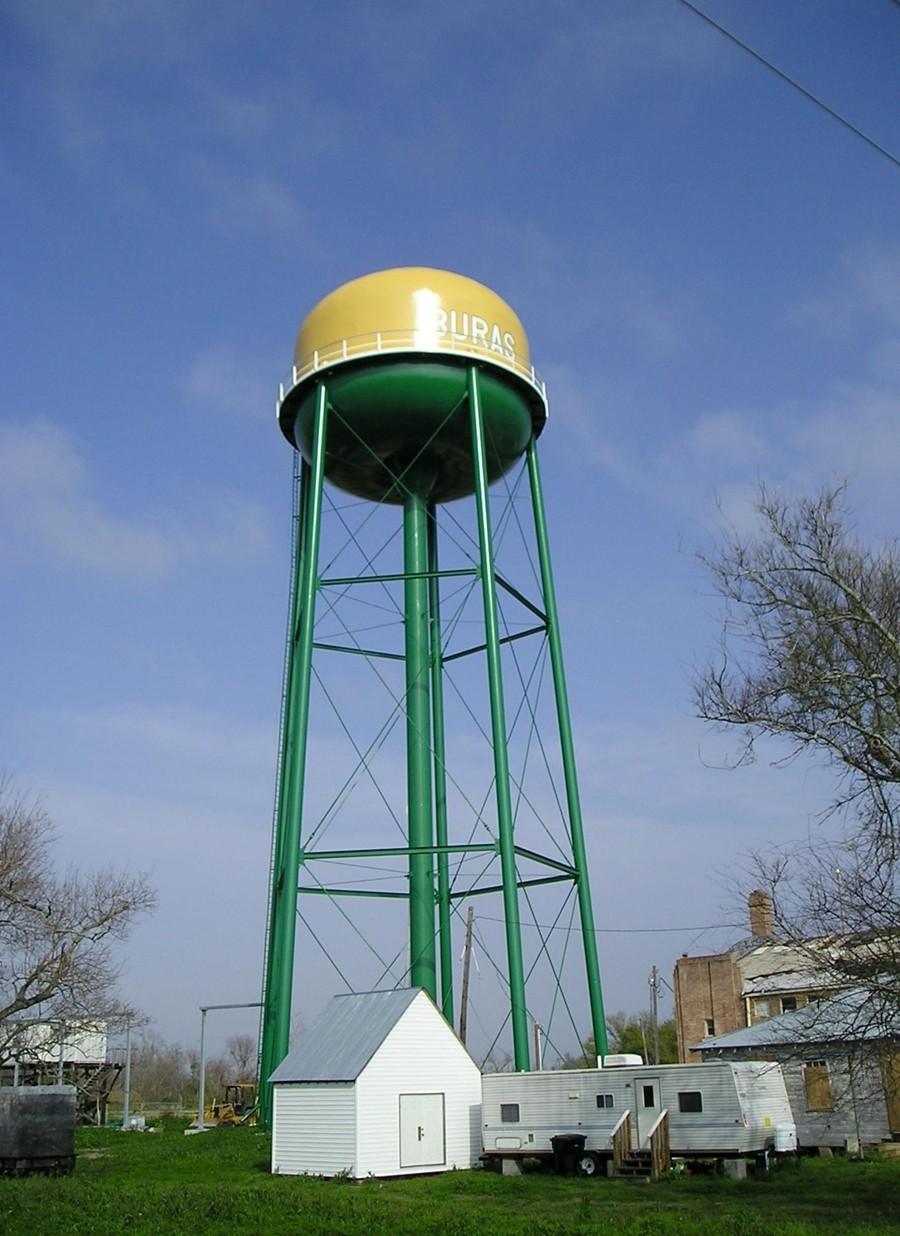
La nueva torre de agua de Buras.

La ciudad de Buras se estableció, de manera informal, en la década de 1840. Varios pequeños asentamientos en la Ribera Occidental del río Misisipi al norte de Fort St. Philip fueron conocidos colectivamente como Barrios Burats. Burat más tarde fue renombrada como Buras. En 1854, la Oficina de Correos Buras se estableció, enviando también correspondencia a través de barcos que navegaban sobre el Misisipi. En 1864, una nueva iglesia, Nuestra Señora del Buen puerto, se estableció en Buras al crecer la comunidad. Buras se ha convertido famoso como el lugar en que, el 29 de agosto de 2005, a las 6:10 AM CDT, el ojo del huracán Katrina haya provocado el más costoso desastre natural (y uno de los más mortíferos). La marea de la tormenta y los fuertes vientos comenzaron el día anterior, 28 de agosto de 2005. Antes de amanecer el día 29, la ciudad había sido prácticamente borrada. La recuperación y la reconstrucción sigue en Buras, Triumph y las comunidades circundantes. Un símbolo emblemático de la recuperación es la nueva torre de agua Buras. La imagen de la torre anterior, que se derrumbó en escombros, fue un icono de la destrucción que Katrina provocó.

## Geografía
Buras se encuentra ubicado en las coordenadas 29°21′13″N 89°31′26″O / 29.35361, -89.52389. Según la Oficina del Censo de los Estados Unidos, Buras tiene una superficie total de 8.67 km², de la cual 5.96 km² corresponden a tierra firme y (31.3%) 2.71 km² es agua.

## Demografía
Según el censo de 2010, había 945 personas residiendo en Buras. La densidad de población era de 108,98 hab./km². De los 945 habitantes, Buras estaba compuesto por el 61.69% blancos, el 6.77% eran afroamericanos, el 2.33% eran amerindios, el 22.22% eran asiáticos, el 0% eran isleños del Pacífico, el 1.16% eran de otras razas y el 5.82% pertenecían a dos o más razas. Del total de la población el 3.28% eran hispanos o latinos de cualquier raza.

## Enlaces externos

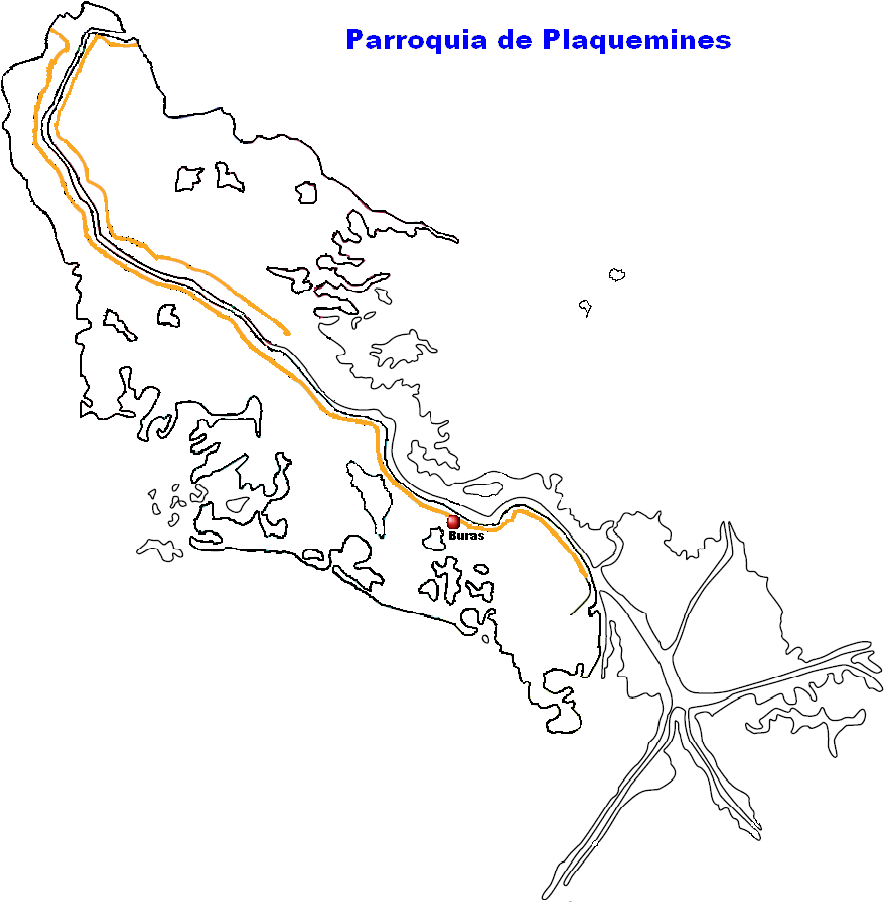
Localización de Buras en la Parroquia de Plaquemines.

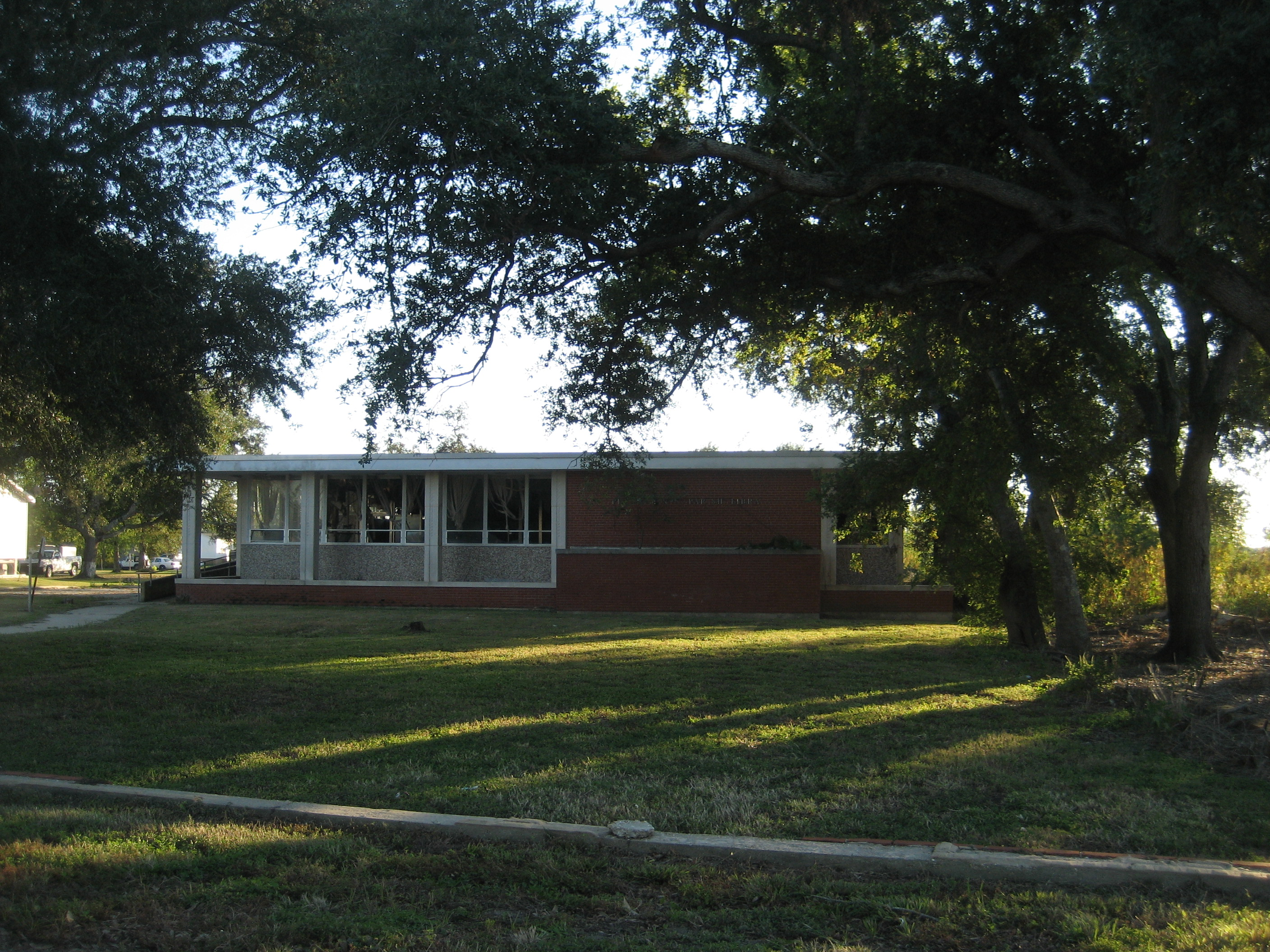
La librería de la ciudad de Buras.